# Outback Bowl 2021
Match précédent Match suivant
L'Outback Bowl 2021 est un match de football américain de niveau universitaire joué après la saison régulière de 2020, le 2 janvier 2021 au Raymond James Stadium de Tampa dans l'État de Floride aux États-Unis. 
Il s'agit de la 35e édition de l'Outback Bowl.
Le match met en présence l'équipe des Rebels d'Ole Miss issue de la Southeastern Conference et l'équipe des Hoosiers de l'Indiana issue de la Big Ten Conference.
Il a débuté à 12 h 37 locales et a été retransmis à la télévision par ABC .
Le bowl tient son nom de la société Outback Steakhouse qui le sponsorise. 
Ole Miss gagne le match sur le score de 26 à 20.

## Présentation du match
Il s'agit de la première rencontre entre les deux équipes.
| Équipes                                                            | Conférences | Entraîneurs      | Stats. saison rég. | Classements avant le bowl | Classements avant le bowl | Classements avant le bowl |
| ------------------------------------------------------------------ | ----------- | ---------------- | ------------------ | ------------------------- | ------------------------- | ------------------------- |
| Équipes                                                            | Conférences | Entraîneurs      | Stats. saison rég. | CFP                       | AP                        | Coaches                   |
| Rebels d'Ole Miss                                                  | SEC         | Lane Kiffin (en) | 4 - 5              | NC                        | NC                        | NC                        |
| Hoosiers de l'Indiana                                              | B10         | Tom Allen (en)   | 6 - 1              | no 11                     | no 7                      | no 8                      |
| - Équipe donnée favorite par les bookmakers : Indiana par 7 points |             |                  |                    |                           |                           |                           |

### Rebels d'Ole Miss
Avec un bilan global en saison régulière de 4 victoires et 5 défaites (4-5 en matchs de conférence), Ole Miss accepte l'invitation pour participer à l'Outback Bowl de 2021.
Ils terminent 5e de la West Division de la Southeastern Conference.
À l'issue de la saison 2020, ils n'apparaissent pas dans les classements CFP, AP et Coaches.
C'est leur première apparition à l'Outback Bowl.

### Hoosiers de l'Indiana
Avec un bilan global en saison régulière de 6 victoires et 1 défaites (en matchs de conférence), Indiana est éligible et accepte l'invitation pour participer à l'Outback Bowl de 2021.
Ils terminent 2e de la East Division de la Big Ten Conference derrière no 3 Ohio State seule équipe a les avoir battu. Les Hossiers ont battu trois équipes classée dans le Top 25 en saison régulière, Penn State, Michigan et Wisconsin.
À l'issue de la saison 2020 (bowl non compris), ils seront classés #11 au classement CFP et AP, #7 au classement AP et #8 au classement Coaches.
C'est leur première apparition à l'Outback Bowl.